# Суй Лу
Суй Лу (кит. упр. 眭禄, пиньинь Suī Lù, род. 1 апреля 1992) — китайская гимнастка, чемпионка мира и призёр олимпийских игр.
Суй Лу родилась в 1992 году в Чжучжоу провинции Хунань. С 1997 года начала заниматься гимнастикой. В 2000 году была взята в Шанхайскую сборную, с 2004 года — в национальной сборной.
На Суй Лу обратили внимание в 2007 году, когда с её помощью шанхайская сборная выиграла кубок КНР. В 2009 году она завоевала бронзовую медаль чемпионата мира в Лондоне. В 2010 году она стала обладателем четырёх золотых медалей Азиатских игр и бронзовой медали чемпионата мира, а в 2011 — золотой, серебряной и бронзовой медалей чемпионата мира. На Олимпийских играх 2012 года Суй Лу завоевала серебряную медаль.